# Merredinia
Merredinia là một chi nhện trong họ Nemesiidae.
Merredinia được miêu tả năm 1983 bởi Main.

## Soort
Merredinia có các loài sau:
- Merredinia damsonoides Main, 1983